# Frutigen (quận)
Frutigen (tiếng Đức: Amtsbezirk Frutigen; tiếng Pháp: District de Frutigen) là một quận hành chính thuộc bang Bern, Thụy Sĩ. Frutigen có diện tích 489 km², dân số theo thống kê của cục thống kê Thụy Sĩ năm 1999 là 18.258 người. Thủ phủ đóng ở Frutigen. Mã bưu chính là 210.
Sau ngày 1 tháng 1 năm 2010, quận này sáp nhập vào hạt Frutigen-Niedersimmental, thuộc vùng lãnh thổ Oberland.